# Население 436
«Население 436» (англ. Population 436) — фильм совместного канадско-американского производства, выпущенный в 2006 году.

## Сюжет
Работник Бюро переписи населения США Стив Кэди приезжает в городок Роксвэлл Фоллс с целью проведения переписи населения. Изучая местные документы, Кэди понимает, что на протяжении более ста лет население города составляло 436 человек. После того, как он случайно наткнулся на несколько книг библейской нумерологии, Кэди понимает, что горожане придают мистическое значение числу 436 и готовы идти на крайне жестокие меры, чтобы поддерживать население именно таким…

## В ролях
| Актёр             | Роль                         |
| ----------------- | ---------------------------- |
| Джереми Систо     | Стив Кэди                    |
| Сьюзэн Келсо      | Медсестра Гривер             |
| Рик Скин          | Рэй Джекобс                  |
| Фред Дерст        | Бобби Кейн                   |
| Дэвид Фокс        | Доктор Гарольд Джеймс Гривер |
| Питер Джордан     | Священник Хиллер             |
| Шарлотта Салливан | Кортни Ловетт                |
| Фрэнк Эдамсон     | Мэр Грейтман                 |
| Рива Тимберс      | Аманда Джекобс               |
| Моника Паркер     | Белма                        |